# Matt Fraction

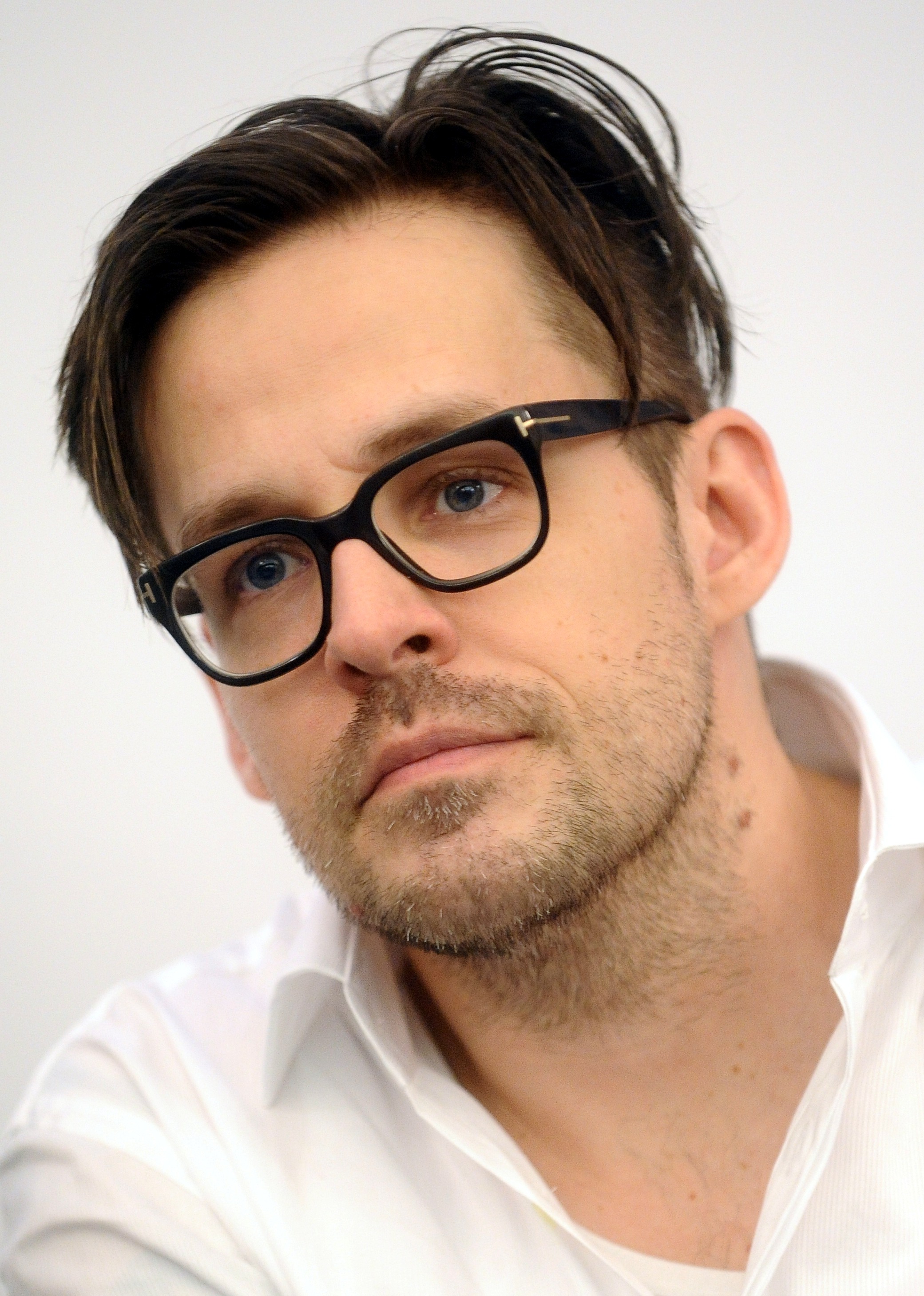
Matt Fraction (2015)

Matt Fraction (* 1. Dezember 1975 in Chicago Heights als Matt Fritchman) ist ein US-amerikanischer Comicautor.
Fraction brach 2008 mit der Marvel-Serie The Immortal Iron Fist durch, mit der er auf Anhieb den Eisner Award gewann. Nachdem er sich mit X-Men, Thor und Iron Man etablierte, übernahm er 2013 die Marvel-Serie Hawkeye und gewann sowohl den Harvey Award sowie eine weitere Nominierung für den Eisner Award. Ab 2014 publizierte er die Independent-Serie Sex Criminals, mit der er einen weiteren Harvey Award erzielte.
Fraction ist seit 2002 mit seiner Comicautor-Kollegin Kelly Sue DeConnick verheiratet, mit der er zwei gemeinsame Kinder hat. Sie lernten sich über das Internetforum des Comicautors Warren Ellis kennen. Fraction war nach eigenen Angaben sowohl drogen- als auch alkoholkrank, bis er 2006 eine erfolgreiche Entziehungskur absolvierte.

## Auszeichnungen
- Eisner Award 2009 (Beste Neue Serie) für Invincible Iron Man
  - Nominierung für den Eisner Award 2013 (Bester Comicautor) für Hawkeye
  - Nominierung für den Eisner Award 2014 (Bester Comicautor) für Hawkeye
- Eisner Award 2014 (Beste Neue Serie) für Sex Criminals
- Eisner Award 2014 (Beste einzelne Ausgabe/Geschichte) für Hawkeye #11
- Harvey Award 2014 (Bestes Einzelcomic) für Hawkeye #11
- Harvey Award 2014 (Beste Neue Serie) für Sex Criminals
  - Nominierung für den Harvey Award 2014 (Bester Comicautor) für Hawkeye
  - Nominierung für den Hugo Award 2015 für Sex Criminals